# Commelina nigritana
Commelina nigritana är en himmelsblomsväxtart som beskrevs av George Bentham. Commelina nigritana ingår i släktet himmelsblommor, och familjen himmelsblomsväxter.

## Underarter
Arten delas in i följande underarter:
- C. n. gambiae
- C. n. nigritana